# Боги речного мира (фильм, 2010)
«Боги речного мира» (англ. Riverworld; другое название: «Мир реки») — двухсерийный телефильм режиссёра Стюарта Гилларда по мотивам книг писателя Филипа Хосе Фармера из цикла «Мир Реки», ремейк одноимённого пилотного эпизода, снятого в 2003 году. Это вторая попытка канала SyFy Channel создать ТВ-сериал по мотивам фэнтези/научно-фантастического романа Филипа Хосе Фармера вместе с фильмом 2003 года «Боги речного мира».

## Сюжет
Главную роль исполняет Тамо Пеникетт (известный по сериалам «Звёздный крейсер „Галактика“» и «Кукольный дом») и Лаура Вандервурт (известная по сериалам «Тайны Смолвилля» и «Визитеры»). Пеникетт играет Мэтта, военного журналиста, который наконец решает остепениться. Вандервурт в роли блондинки Джесси, лучшего туристического гида. Когда Мэтт делает предложение Джесси, взрывается террористка-смертница, и герои оказываются в Мире Реки.
Мир Реки на самом деле является планетой, которую огибает одна гигантская, кажущаяся бесконечной река. Фантастическая предпосылка в том, что каждый человек, который когда-либо жил и умер на Земле, был каким-то образом возрождён к жизни на бесконечных берегах Мира Реки. Цель их реинкарнации неизвестна, но определённо ясно, что хозяева этого мира, называемые Хранителями, спроектировали планету для каких-то своих великих целей. Всех возрождённых снабжают пищей, никто не голодает, все вернулись в активный возраст — 25-30 лет. Но там нет закона и порядка, так что каждый действует, как ему захочется. Это привело к возникновению мини-государств, нередко возглавляемых различными историческими личностями. Время в Мире Реки не имеет значения, так что вы могли бы умереть одновременно со своим лучшим другом (в случае Мэтта — c невестой), но она могла бы оказаться в этом мире на годы раньше вас.
В первых двух эпизодах Мэтт обнаруживает, что он избран одной из Хранителей, которая сообщает ему о продолжающейся гражданской войне между Хранителями. Мэтт узнает что, чтобы воссоединиться с Джесси, он должен остановить сэра Ричарда Бёртона (Питер Уингфилд, известный по телесериалу «Горец»), который объединился с известным испанским конкистадором Писарро (Брюс Рэмси). Бёртон был под покровительством другого Хранителя (Аллан Каминг), который предназначил ему свою собственную миссию. По дороге Мэтту встречаются другие возрожденные: женщина-самурай Томоэ Годзэн (Джинэнн Гуссен), Сэмюэл Клеменс, более известный под псевдонимом Марк Твен (Марк Деклин), и его старый друг, военный фоторепортёр Саймон (Арнольд Пиннок), который сообщает Мэтту, почему среди возрождённых в Мире Реки нет людей, умерших после начала XXI века (согласно исходной книге, бо́льшая часть человечества была уничтожена инопланетянами).

## В ролях
- Тамо Пеникетт — Мэтт
- Лора Вандерворт — Джесси
- Марк Деклин — Сэм Клеменс (Марк Твен)
- Питер Уингфилд — Ричард Бёртон
- Джинэнн Гуссен — Томоэ Годзен
- Ромина Д`Уго — Аллегра
- Квеси Амеяу — Юсеф
- Теа Гилл — Женщина-хранитель
- Алан Камминг — Предатель-хранитель
- Арнольд Пинник — Саймон
- Брюс Рэмси — Франсиско Писарро
- Алекс Паунович — Бернардо
- Пану — Мужчина-хранитель